# 피스쿨
피스쿨(P'Skool, 프라이머리 스쿨(Primary Skool))은 대한민국의 흑인 음악 밴드이다. 프로듀서 프라이머리를 주축으로 재영(드럼), 태식(베이스), 관(키보드), 신영(피아노)로 이루어진 피스쿨은 2장의 정규 음반을 냈다.

## 음반
- 정규 1집 - Step Under The Metro
- 정규 2집 - Daily Apartment